# Joseph Leoni
Joseph Leoni (* um 1770 in Palermo; † 27. Dezember 1834 in München, eigentlich Giuseppe Leoni) war ein bayerischer Hofsänger und Gastwirt am Starnberger See. Nach ihm ist der Ortsteil Leoni der Gemeinde Berg am Starnberger See benannt.

## Leben
Leoni war ein Sohn der italienischen Opernsängerin Teresa Coppola Leoni. Diese trat seit den 1760er Jahren in verschiedenen Theatern Italiens vor allem in der Opera buffa auf, war von 1768 bis 1770 am Opernhaus von Kopenhagen und in den 1780er Jahren in einem italienischen Opernensemble am Hof des Herzogs Karl Wilhelm Ferdinand von Braunschweig engagiert.
In Begleitung seiner Mutter kam Giuseppe Leoni 1788 nach München und wurde dort als Sänger (Stimmlage Bass) in die kurfürstlich-bayerische Hofmusik aufgenommen. Im selben Jahr heiratete er die am Münchner Hoftheater engagierte Balletttänzerin Maria Anna Schmaus (* 18. April 1765 in Mannheim; † 15. Mai 1824 in München).
Während Maria Anna (auch „Marianna“) Leoni zur Ersten Tänzerin am Münchner Hoftheater aufstieg und in den Jahren um 1800 in Choreographien des Ballettmeisters Peter Crux von der Kritik gefeiert wurde, blieb Joseph Leoni Kapellsänger in der Hofmusik, war also vor allem im kirchenmusikalischen Dienst tätig. Nur ein einziger solistischer Auftritt Leonis auf der Opernbühne ist belegt, und zwar in der Oper Die Brüder als Nebenbuhler (I fratelli rivali) von Peter von Winter am 6. November 1798 in München.
Das Ehepaar Leoni bewohnte in München ein Grundstück, das im Volksmund „Leonigarten“ genannt wurde. Es befand sich auf einem Ravelin der ehemaligen Stadtbefestigung vor dem Kosttor und war von einer durch Stadtbäche gespeisten Wasserfläche, dem „Leoniweiher“, umgeben.

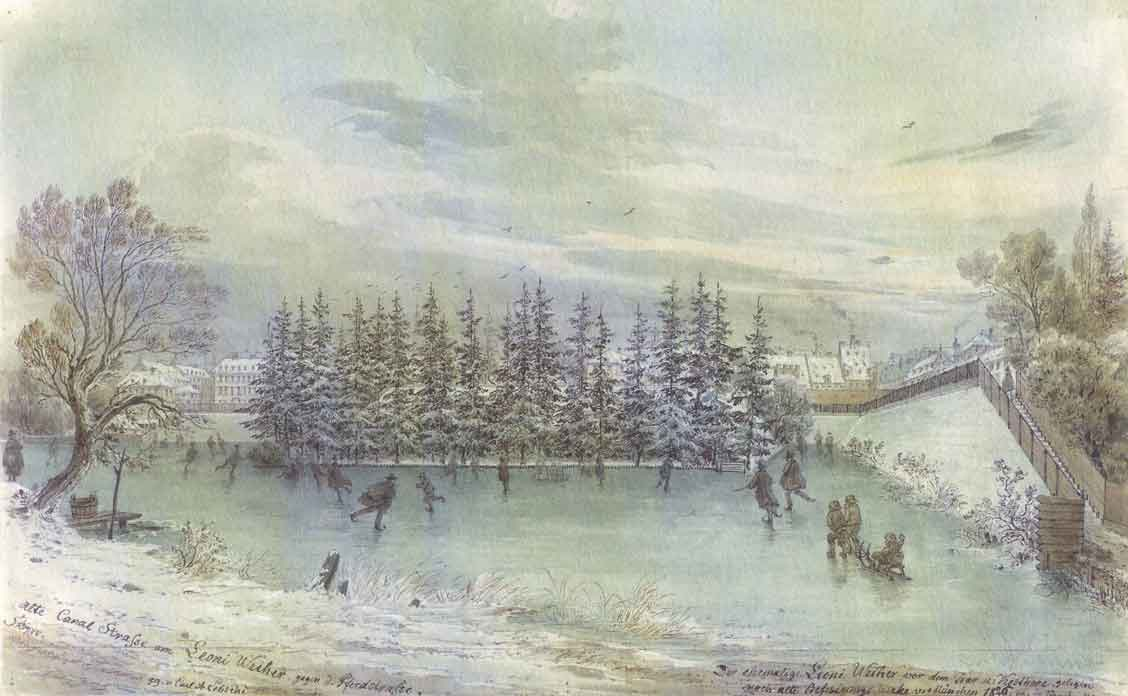
Carl August Lebschée: Alte Canal Straße am Leoni Weiher gegen d. Pferdstraße (entstanden aus der Erinnerung 1863/64)

Leoni gehörte zum Freundeskreis des hohen bayerischen Finanzbeamten Franz von Krenner, für den er auch verschiedene Arbeiten verrichtete. Nach Krenners Tod konnte Leoni aus dessen Nachlass ein Seegrundstück in dem Fischerort Assenbuch am Ostufer des Starnberger Sees erwerben. Auf diesem Grundstück erbaute er 1824/25 eine kleine Villa im klassizistischen Stil. Nach dem Tod seiner ersten Ehefrau Marianna heiratete Leoni 1825 die 35-jährige Rosina Oehler aus Prüfening bei Regensburg und betrieb gemeinsam mit ihr in dem Haus am Starnberger See ab 1825 in den Sommermonaten eine Gastwirtschaft mit Pension, die sich bald großer Beliebtheit erfreute, insbesondere in Münchner Künstlerkreisen. Zu den prominenten Gästen in „Leonihausen“, wie Joseph Leoni sein Gasthaus nannte, zählten der Schauspieler Ferdinand Eßlair, die Opernsängerin Clara Vespermann, die Schriftsteller Moritz Gottlieb Saphir und Friedrich Bruckbräu sowie zahlreiche Maler, darunter Wilhelm von Kaulbach, Peter von Cornelius, Friedrich Overbeck, Eugen Napoleon Neureuther und Carl Rottmann. Joseph Leoni starb 1834 in München.

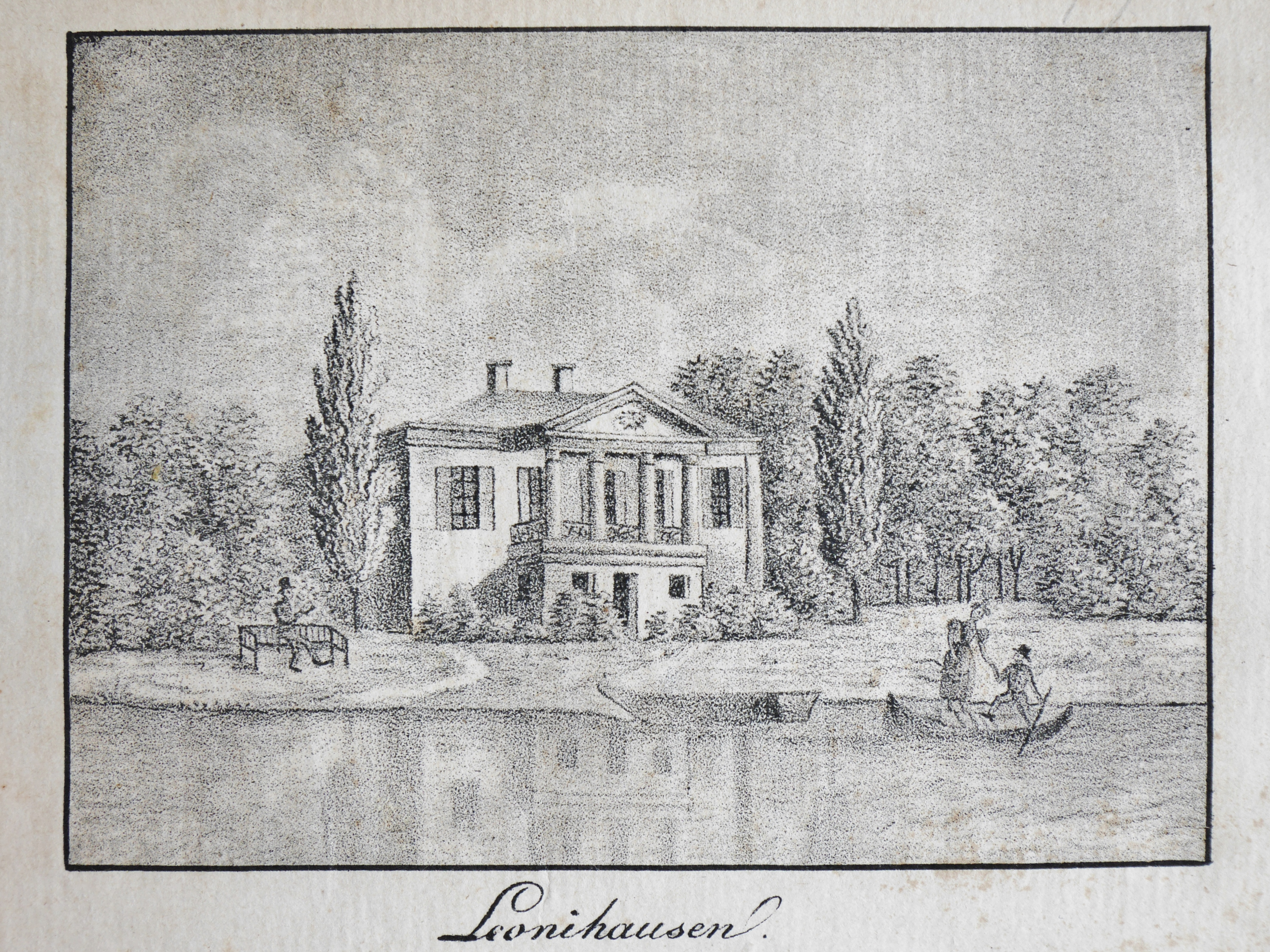
Adolf von Schaden: Leonihausen (1832)

Seine Schwester Fanny war mit dem italienischen Tenor Antonio Brizzi verheiratet, der an der Münchner Oper große Berühmtheit erlangte.

## Bedeutung und Nachwirkung
Mit der Zeit wurde der Name Leoni gleichbedeutend mit dem alten Ortsnamen Assenbuch verwendet und ersetzte diesen noch im 19. Jahrhundert. Das Gasthaus Leoni kann als Keimzelle der bürgerlichen Entdeckung des Starnberger Sees als Naherholungsziel gelten. Einer der ersten Münchner, die sich in Leonis Nachbarschaft ansiedelten, war 1827 der königlich bayerische Baurat Ulrich Himbsel, der später die öffentliche Dampfschifffahrt auf dem Starnberger See begründete und die Eisenbahnlinie von München nach Starnberg baute.
Das Gasthaus Leoni wurde von Rosina Leoni bis zu deren Tod 1861 weitergeführt. In den folgenden Jahren wechselte es mehrmals den Besitzer und musste 1893 einem Hotelbau weichen.
In München hielten sich die Ortsbezeichnungen „Leonigarten“ und „Leoniweiher“ noch Jahrzehnte nach Trockenlegung (1825) und Bebauung des Areals zwischen der Herrnstraße und der heutigen Hildegardstraße. Eine Gartenwirtschaft in der Kanalstraße trug zwischen 1840 und 1860 den Namen „Zum Leonigarten“.
Joseph Leoni wurde schon bald nach seinem Tod oftmals in der Reiseliteratur über den Starnberger See als „Kammersänger“ oder „Hofopernsänger“ bezeichnet, sein künstlerischer Rang also überhöht dargestellt. Zur Legendenbildung um seine Person dürfte auch das durch keine zeitgenössischen Quellen belegte Gerücht gehören, Leoni sei durch Suizid ums Leben gekommen.